# Аннія Фаустіна

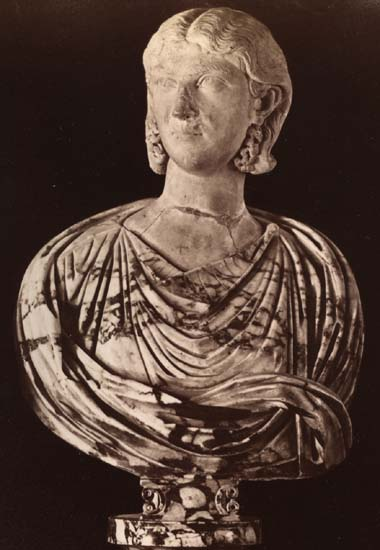
Аннія Фаустіна

Аннія Аврелія Фаустіна (201 — після 222) — дружина римського імператора Геліогабала.

## Життєпис
Походила з роду Антонінів. Донька Тіберія Клавдія Севера, консула 200 року, та Аннії Фаустіни. Була прапраонукою імператора Марка Аврелія. Народилася у колонії кіланія (Пісідія, Мала Азія). У 216 році Аннія стає дружиною Помпонія Басса, консула 211 року. А у 218 році її батьки помирають, можливо під час якоїсь моровиці, й Фаустіна отримує величезний спадок. Вона народила у цьому шлюбі двох дітей.
У 221 році імператор Геліогабал вирішив зробити Фаустіну власною дружиною. Тому він змусив визнати Помпонія Басса ворогом імператора. Це рішення вимушено підтримав сенат. В цьому ж році Аврелія Фаустіна стала дружиною імператора. Скорше за все Геліогабал бажав зміцнити свою вагу за допомогою шлюбу з представницею династії Антонінів. Тоді ж Фаустіна отримала титул Августи. Втім незабаром Геліогабал розлучився з Фаустіною. Подальше життя Аннія Фаустіна провела у своїх маєтках.

## Родина
1. Чоловік — Помпоній Басс, консул 211 року.
Діти:
- Помпонія Умідія (219—після 275)
- Помпоній Басс (220—після 271), консул 259, 271 років.

2. Чоловік — Геліогабал, імператор у 218—222 роках.
дітей не було